# 6373 Stern
6373 Stern este o planetă minoră (asteroid), cu un diametru de 9,255 km, din centura de asteroizi. A fost descoperită pe 5 martie 1986 la Stația Anderson Mesa de Edward L. G. Bowell și a fost numită după Alan Stern⁠(d). 
Obiectul prezintă o orbită caracterizată de o semiaxă mare de 2,6536588 UAi, o excentricitate de 0,09, o înclinație de 12,68753 ° în raport cu ecliptica.